# Velký a Malý Písečák

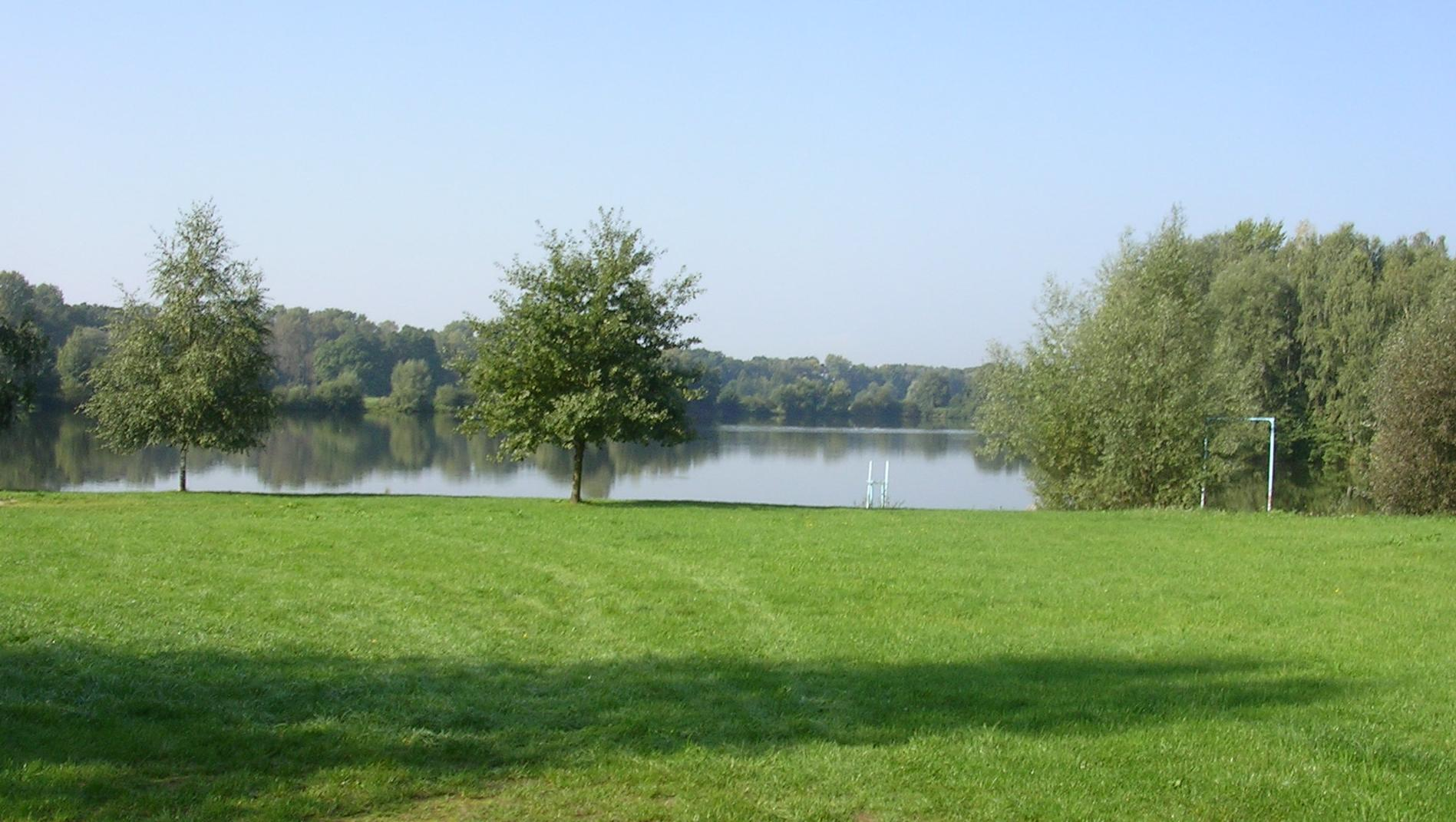
Malý Písečák

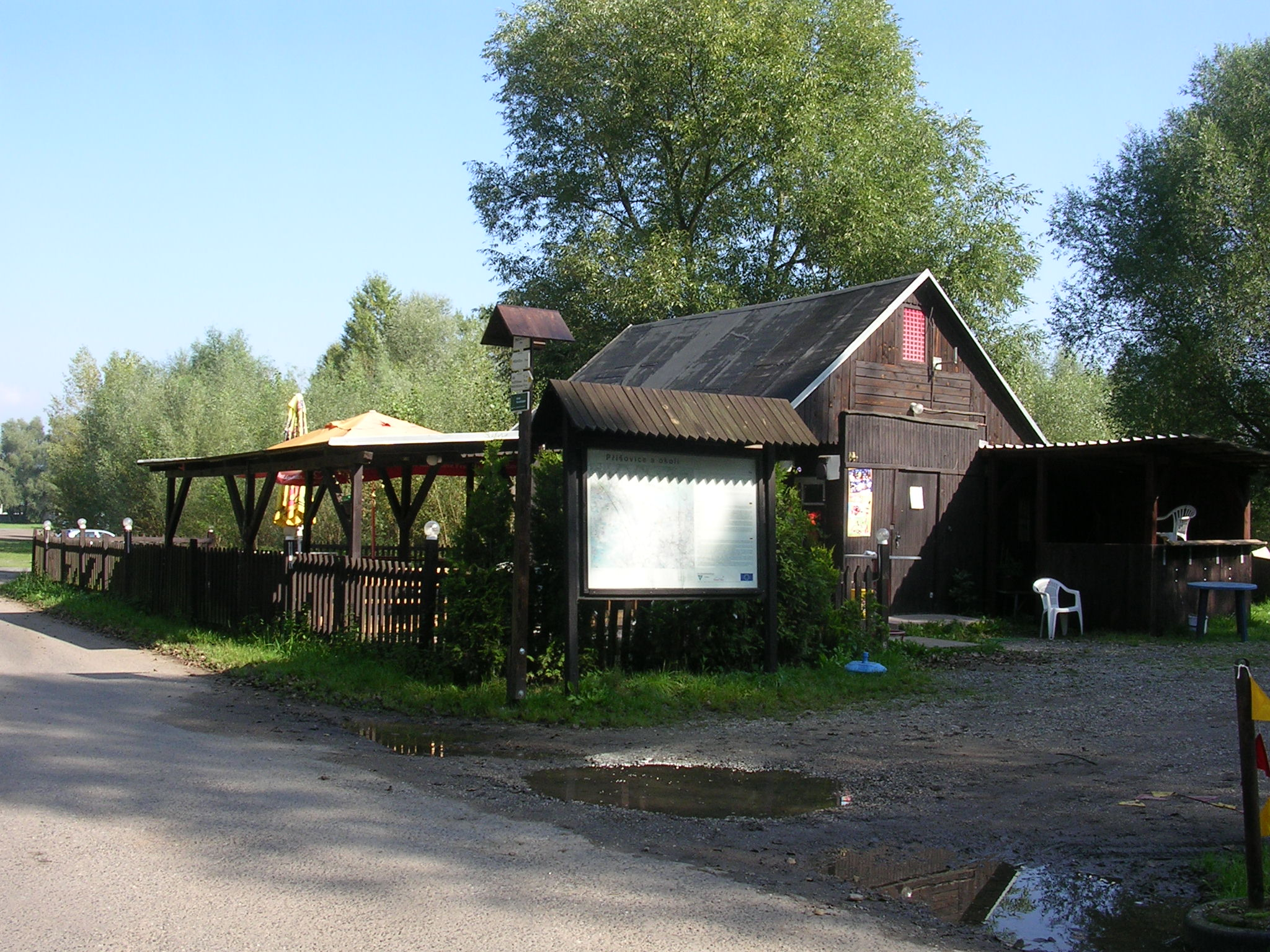
Občerstvení a rozcestník

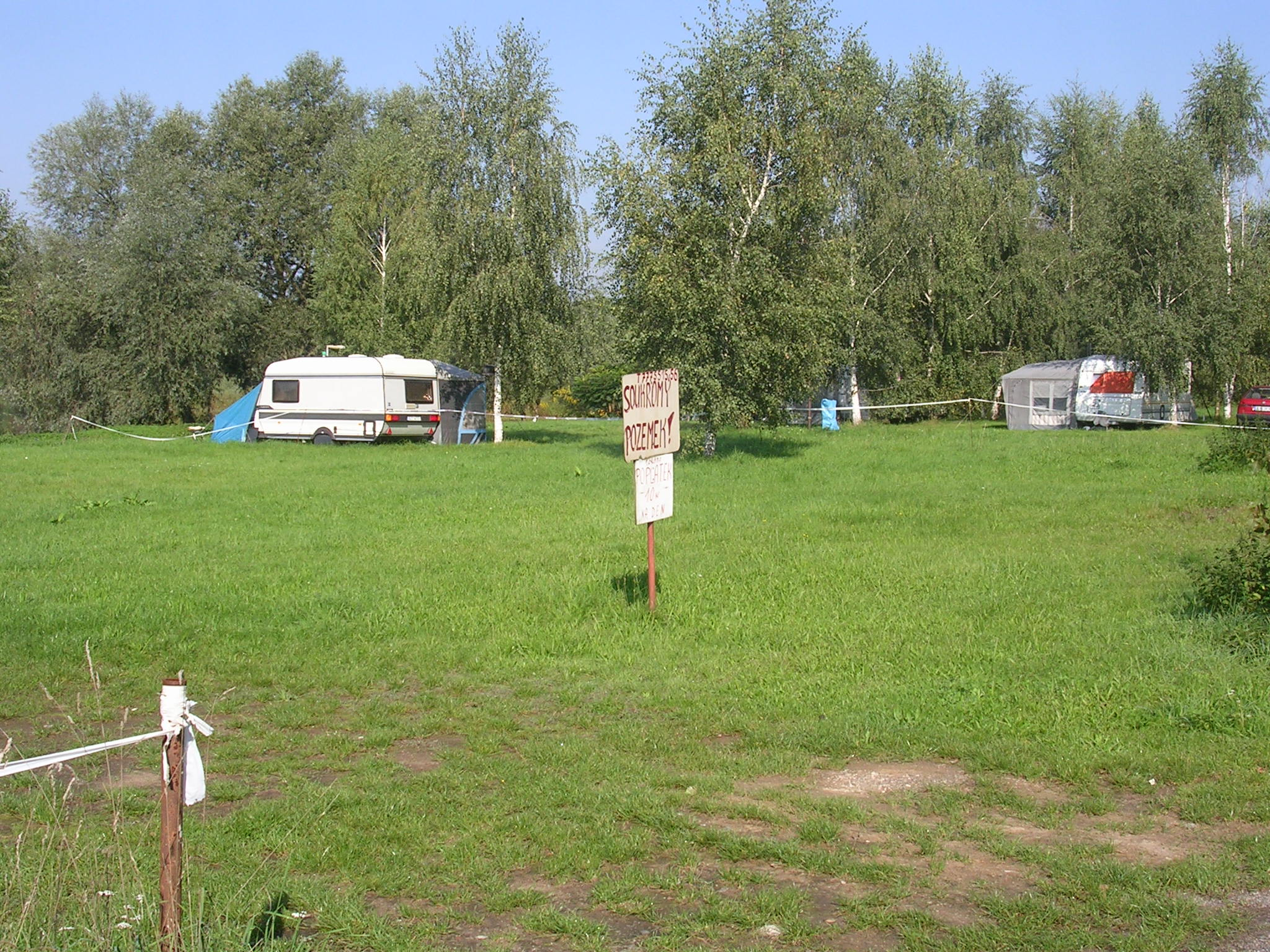
Kemp u Malého Písečáku

Velký Písečák (dříve nazývaný jen Písečák) a Malý Písečák jsou jezera vzniklá těžbou písku a následným zaplavením těžebních jam vodou infiltrovanou z Jizery na území obce Příšovice v okrese Liberec, při pravém břehu řeky Jizery. Velký Písečák se nachází jižně od příšovické panelárny, východně od cesty z Příšovic do Ploukonic v okrese Semily, Malý Písečák leží západně od Velkého Písečáku, na opačné straně cesty. Těžený štěrk a písek sloužil zejména k výrobě panelů ve zdejší panelárně, útlum výroby v 90. letech 20. století s sebou přinesl i útlum těžby. Velký Písečák má rozlohu 27 ha (28,1 ha), malý 12 ha (12,6 ha).
Ke koupání, windsurfingu a rybolovu byl zejména Velký Písečák používán odedávna[kdy?], u odlehlého východního břehu Velkého Písečáku je již po několik desetiletí areál jachtařského klubu. Po útlumu těžby byla kolem Písečáků prodloužena žlutě značená pěší turistická trasa č. 7318 a zavedena cyklotrasa č. 3048 a u cesty mezi Písečáky vyrostl kemp a občerstvení. 2. července 2008 schválil obecní úřad opatření, kterým s účinností od 3. července 2008 zavedl provozní řád rekreační oblasti Velký a Malý Písečák, protože v oblasti podél Jizery je vyhlášen biokoridor a ochranné vodárenské pásmo 3. stupně. Ve směru od Ploukonic je obecním úřadem Všeň omezen vjezd motorových vozidel, v okolí Písečáků je provozním řádem zakázán bez povolení obecního úřadu Příšovice vjezd motorových vozidel na místní komunikace mimo cestu Příšovice–Ploukonice a vyznačené parkoviště na zpevněné ploše mezi Písečáky. Pořádání hromadnějších hudebních, sportovních a společenských akcí v oblasti je provozním řádem obecně zakázáno, výjimky uděluje obecní úřad. Zakázány jsou rovněž hlučné a znečišťující činnosti. Rozdělávat oheň je povoleno pouze na k tomu určených a upravených místech. Vstup do vody je možný v obou jezerech po celém obvodu s tím, že ve Velkém Písečáku je kvůli podmínkám pro jachtařský sport povoleno plavat nejvýše 20 metrů od břehu, koupat psy je v obou jezerech zakázáno. Na Malém Písečáku je jachtařský sport a surfování zakázáno, na Velkém Písečáku je povolena plavba pouze nemotorovým malým plavidlům a elektrickým modelům; větší typy malých plavidel mohou vyplouvat jen z loděnice jachetního klubu, přičemž vedoucí loděnice a správce parkoviště mohou počet plavidel omezit. Západní část břehu Malého Písečáku s přilehlými částmi severního a jižního břehu provozní řád umožňuje využívat jako nudistickou pláž. Stanování a táboření je přípustné pouze na vymezených tábořištích. Nad hladinou Malého Písečáku je možné pozorovat ledňáčky, kteří mají v březích ostrůvku uprostřed hnízda.